# Chrysotus wisconsinensis
Chrysotus wisconsinensis är en tvåvingeart som beskrevs av Wheeler 1890. Chrysotus wisconsinensis ingår i släktet Chrysotus och familjen styltflugor. Inga underarter finns listade i Catalogue of Life.